# Hipismo nos Jogos Pan-Americanos de 1995
As competições de hipismo nos Jogos Pan-Americanos de 1995 foram realizadas em Mar del Plata, na Argentina. Seis eventos concederam medalhas.

## Medalhistas
| Evento                            | Ouro                     | Prata                            | Bronze                  |
| --------------------------------- | ------------------------ | -------------------------------- | ----------------------- |
| Adestramento individual detalhes  | Patrick Burssens ( MEX ) | Leslie Webb ( USA )              | Victoria Winter ( CAN ) |
| Adestramento por equipes detalhes | MEX México               | USA Estados Unidos               | CAN Canadá              |
| Saltos individual detalhes        | Michael Matz ( USA )     | Romandia Jaime Azcarraga ( MEX ) | Flavier Ximenez ( MEX ) |
| Saltos por equipes detalhes       | BRA Brasil               | MEX México                       | USA Estados Unidos      |
| Três dias individual detalhes     | Bruce Davidson ( USA )   | Federico Castaing ( ARG )        | André Giovanini ( BRA ) |
| Três dias por equipes detalhes    | BRA Brasil               | USA Estados Unidos               | Nenhum                  |

## Quadro de medalhas
| Ordem | País               | Medalha de ouro | Medalha de prata | Medalha de bronze |    |
| ----- | ------------------ | --------------- | ---------------- | ----------------- | -- |
| 1     | USA Estados Unidos | 2               | 3                | 1                 | 6  |
| 2     | MEX México         | 2               | 2                | 1                 | 5  |
| 3     | BRA Brasil         | 2               |                  | 1                 | 3  |
| 4     | ARG Argentina      |                 | 1                |                   | 1  |
| 5     | CAN Canadá         |                 |                  | 2                 | 2  |
| TOTAL | TOTAL              | 6               | 6                | 5                 | 17 |

## Ligação externa
- Jogos Pan-Americanos de 1995